# Stelio Passacantando
Stelio Passacantando (* 1927 in Rom; † 13. Januar 2010 in Nemi) war ein italienischer Cartoonist und Filmregisseur.
Passacantando diplomierte an der Accademia Belle Arti in der italienischen Hauptstadt. Nach Anfängen in der Malerei verlegte er seine Tätigkeiten zum animierten und experimentellen Film. In Großbritannien arbeitete er für einige Jahre beim National Film Board mit George Dunning und inszenierte ab 1963 in Mailand Fernseh-Zeichentricksketche, zeichnete später auch für das ZDF und kollaborierte mit dem „Studio Gianini-Luzzati“. Für die RAI inszenierte er viele kurze Zeichentrickfilme, legte in den 1980er Jahren die nach der Musik von Tschaikowski resp. Strawinski entstandenen La storia dello schiaccianoci, L’uccello di fuoco und Petrushka vor und war für den nach einem Werk von Pablo Neruda realisierten Il generale all’inferno 1984 verantwortlich, ein in Schwarz-Weiß gehaltenes Höllengemälde des Krieges. Zwei Langfilme entstanden 1991 und 1995, Il giornalino di Gian Burrasca nach Vamba und Alice nel paese delle meraviglie nach Lewis Carroll.

## Filmografie (Auswahl)
- 1991: Il giornalino di Gian Burrasca
- 1995: Alice nel paese delle meraviglie